# Xhixhata
Xhixhata är en ort i Mexiko, tillhörande kommunen Jilotepec i den västra delen av delstaten Mexiko. Orten hade 2 195 invånare vid folkräkningen 2010.